# Mirko Parčina
Mirko Parčina (Kladnjice, 10. listopada 1949. − 8. kolovoza 2017.), hrvatski džudaš i džudaški trener, jedan od pionira džuda u Hrvatskoj, važni športski djelatnik kaštelanskog športa i visoki lokalni športski dužnosnik, hrvatski slikar, kipar i primijenjeni umjetnik

## Životopis
Rodio se je u Kladnjicama. Džudom se bavi od 1966. godine. Počeo se baviti u Splitu. U džudu od svoje 17. godine. Bio je športskim vizionarem. 
U športskim okvirima je kao športaš i djelatnik u športu nadišao mjesne kaštelanske okvire. Glavno područje njegova djelovanja prije svega je Kaštel Sućurac. Bio je vrsni džudaš i džudaški trener. Pionir džuda u Kaštelima. Stekao naslov višeg športskog, džudaškog trenera. U Kaštel-Sućurcu je 1973. godine osnovao džudo klub Željezaru, današnji Dalmacijacement. Klub je osvojio brojne trofeje do danas. Trenirao brojne naraštaje mladih kaštelanskih džudaša. U klubu je bio i tajnik i predsjednik kluba. Pomagao i surađivao s drugim klubovima u županiji u osnivanju i radu te je pridonio razvitku džuda na području Splitsko-dalmatinske županije. Uz rad s mladeži, cijeli je život učio i usavršavao džudaške tehnike. 2006. godine ponio je crni pojas 6. dan. Promaknuo ga je Hrvatski judo savez veljače 2006. godine. 
Važan u športu i izvan džudaških okvira. Godine 1988. bio je suosnivač kaštelanske Zajednice športskih udruga kojoj je bio čelnikom 18 godina. Podigao je kaštelanski šport na višu razinu u organizaciji, novčarenju i djelovanju.
Parčina je bio i velikog umjetničkog dara. Bavio se i slikarstvom i kiparstvom, za koje je zanimanje pokazao još u osnovnoj školi. Pohađao je školu primijenjenih umjetnosti u Splitu. Izlagao je na brojnim izložbama, a 2008. godine održao je i svoju samostalnu izložbu. U Kaštel-Sućurcu imao je svoj umjetnički atelje.
Umro je 2017., a pokopan je na groblju u Kladnjicama.

## Djela
Napisao je knjige:
- Judo – Primjena tehnike, 1989.
- Judo – Kako postati vrhunski športaš, 2002.